# Shane Bannon
Pour les articles homonymes, voir Bannon.
(en) Statistiques sur pro-football-reference
Shane Bannon (né le 20 avril 1989 à Southbury) est un joueur américain de football américain.

## Enfance
Bannon étudie à la Pomperaug High School de sa ville natale de Southbury.

## Carrière

### Université
Il entre à l'université Yale où il joue avec l'équipe de football américain des Bulldogs.

### Professionnel
Shane Bannon est sélectionné au septième tour du draft de la NFL de 2011 par les Chiefs de Kansas City au 223e choix. Il devient le premier de l'université Yale à être drafté depuis Nate Lawrie en 2004. Le 3 septembre 2011, il est libéré par Kansas City avant le début de la saison et signe le lendemain avec l'équipe d'entraînement.